# Wilki Morskie Szczecin
O Wilki Morskie Szczecin Sportowa Spółka Akcyjna, conhecido simplesmente por KING Szczecin em razão de seu contrato de patrocínio com a empresa tabagista King, é um clube profissional de Basquetebol localizado em Estetino, Polónia que atualmente disputa a Liga Polonesa (PLK) e a Liga dos Campeões da FIBA. Manda seus jogos na Netto Arena com capacidade para 5.055 pessoas. 
A alcunha da equipe, Wilki Morskie, vem da vocação portuária da cidade de Estetino pois é traduzida para português como "Lobo Marinho", o qual inclusive está no emblema do clube.

## Histórico de temporadas
| Temporada | Nível | Liga     | Pos. | V/D   | PL   | Resultado           | Copa da Polônia   | Supercopa | Competições europeias            | Competições europeias            |
| --------- | ----- | -------- | ---- | ----- | ---- | ------------------- | ----------------- | --------- | -------------------------------- | -------------------------------- |
| 2010-11   | 4     | III Liga |      |       |      |                     |                   |           |                                  |                                  |
| 2011-12   | 3     | II Liga  | 10   | 8-16  |      |                     |                   |           |                                  |                                  |
| 2012-13   | 3     | II Liga  | 1    | 15-3  | 6-1  | PromovidoCampeão GA |                   |           |                                  |                                  |
| 2013-14   | 2     | I Liga   | 7    | 15-11 | 1-3  | Promovido           |                   |           |                                  |                                  |
| 2014-15   | 1     | PLK      | 13   | 9-21  |      |                     |                   |           |                                  |                                  |
| 2015-16   | 1     | PLK      | 6    | 18-14 | 1-3  | Quartas de finais   |                   |           |                                  |                                  |
| 2016–17   | 1     | PLK      | 11   | 16-16 |      |                     |                   |           |                                  |                                  |
| 2017–18   | 1     | PLK      | 7    | 18-14 | 0-3  | Quartas de finais   |                   |           |                                  |                                  |
| 2018–19   | 1     | PLK      | 7    | 15-15 | 0-3  | Quartas de finais   |                   |           |                                  |                                  |
| 2019–20   | 1     | PLK      | 8    | 11-11 |      |                     |                   |           |                                  |                                  |
| 2020–21   | 1     | PLK      | 7    | 17-13 | 1-3  | Quartas de finais   |                   |           |                                  |                                  |
| 2021–22   | 1     | PLK      | 8    | 15-15 | 1-3  | Quartas de finais   | Semifinais        |           |                                  |                                  |
| 2022–23   | 1     | PLK      | 2    | 22-8  | 10-5 | Campeão             | Quartas de finais | Campeão   | R Liga Norte Europeia SF (7v-2d) | R Liga Norte Europeia SF (7v-2d) |
| 2023–24   | 1     | PLK      | 4    | 19-11 | 9-5  | Finalista           | Quartas de finais | Finalista | 3 Liga dos Campeões TR (2v-4d)   | 3 Liga dos Campeões TR (2v-4d)   |
| 2024–25   | 1     | PLK      | 7    | 17-13 | 2-3  | Quartas de finais   | Finalista         |           | 3 Liga dos Campeões TR           | 3 Liga dos Campeões TR           |
| 2025-26   | 1     | PLK      |      |       |      |                     |                   |           |                                  |                                  |

fonte:eurobasket.com

## Títulos
Liga Polonesa
- Campeão (1): 2022-23

Supercopa da Polônia
- Campeão (1): 2023

Terceira divisão
- Campeão Grupo A (1):2012-13

## Artigos relacionados
- Liga Polonesa de Basquetebol
- Seleção Polonesa de Basquetebol